# Tron Lightcycle Power Run
Tron Lightcycle Power Run est une attraction de type montagnes russes de motos basée sur le film Tron : L'Héritage. Elle est présente dans la section Tomorrowland du parc Shanghai Disneyland et au Magic Kingdom de Walt Disney World Resort en Floride.

## Description
L'attraction offre aux visiteurs la possibilité d'enfourcher leur propre lightcycle à l'occasion d'un parcours à sensations à travers la Grille.
La musique diffusée lors du parcours est celle de la bande originale du film, composée par Daft Punk.

## Les attractions

### Shanghai Disneyland

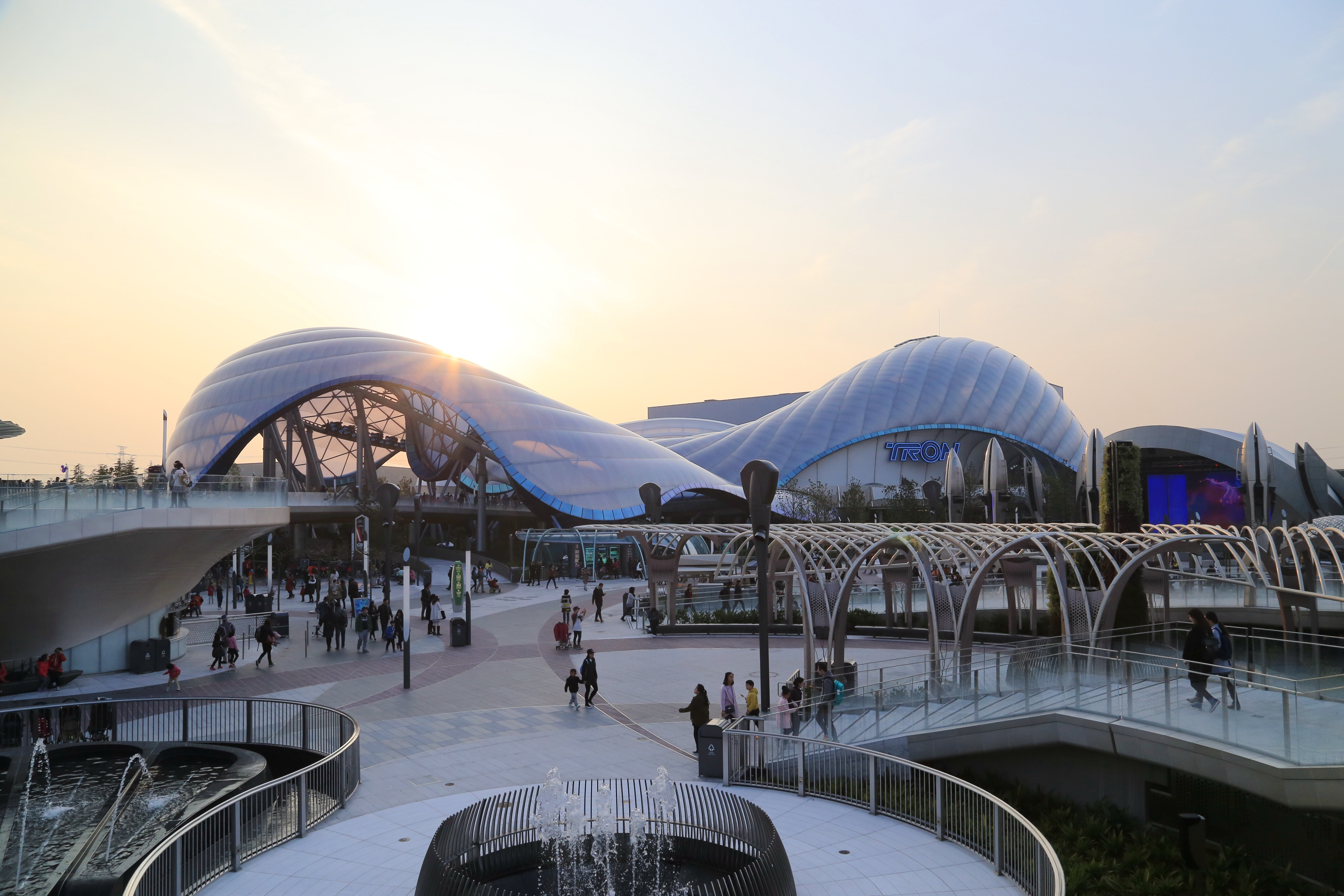
Extérieur de l'attraction.

Tron Lightcycle Power Run est située dans la section Tomorrowland du parc Shanghai Disneyland. Elle remplace l'attraction Space Mountain présente dans tous les autres Royaumes enchantés.
Cette attraction bénéficie du système Disney Premier Access
- Ouverture : 16 juin 2016
- Conception : Walt Disney Imagineering
- Constructeur : Vekoma
- Longueur du parcours : 966 m
- Nombre de trains : 7 trains de 14 passagers
- Vitesse maximale : 96,5 km/h[1]
- Capacité : 1680 passagers/h
- Taille minimale : 1,22 m[2]
- Durée du parcours : 2 min
- Type d'attraction : Montagnes russes de motos
- Partenaire : Chevrolet (2016 –)
- Situation : 31° 08′ 37″ N, 121° 39′ 10″ E

### Magic Kingdom
Début juillet 2017 une rumeur indique que l'attraction Tron Lightcycle Power Run pourrait être construite au Magic Kingdom de Disney World à proximité de Space Mountain avec une ouverture pour le 50e anniversaire du parc en 2021,. Lors de l'expo D23 2017, l'annonce est officialisée et que l'architecture de l'attraction sera semblable à la version de Shanghai,. Le 21 novembre 2017, un permis de construire permets de connaître l'emplacement de l'attraction , derrière et au nord de Space Mountain.
Le 19 janvier 2018, Disney World dépose des permis de construire pour l'attraction Tron Lightcycle Power Run.
La version Magic Kingdom de l'attraction devait initialement ouvrir pour le 50e anniversaire de Walt Disney World à l'automne 2021, mais en raison du déclenchement de la pandémie de COVID-19, la date d'ouverture a dû être reportée. Le 11 septembre 2022, il a été annoncé à l'Expo D23 que l'attraction TRON: Lightcycle / Run devait être ouverte au printemps 2023, dans le cadre de la célébration "Disney 100 Years of Wonder". En janvier 2023, Disney a officiellement annoncé que les montagnes russes du Magic Kingdom devaient ouvrir le 4 avril 2023.